# Levina
Isabella Levina Lueen, conosciuta professionalmente come Levina o Izza (Bonn, 1º maggio 1991), è una cantante tedesca, rappresentante della Germania all'Eurovision Song Contest 2017 con la canzone Perfect Life.

## Biografia
Cresciuta a Chemnitz, Levina ha frequentato il Dr.-Wilhelm-André-Gymnasium, per poi trasferirsi a Londra, dove conseguirà il bachelor's degree in music management al King's College London.
A fine 2016 è stato annunciato che Levina sarebbe stata una delle 33 partecipanti a Unser Song 2017, il programma di selezione tedesco per l'Eurovision; in seguito è stato confermato che la cantante sarebbe stata una dei cinque finalisti. Lo show, che si è tenuto a Colonia il 9 febbraio 2017, ha previsto quattro round. Nel primo, in cui i cantanti erano tenuti a presentare una cover, Levina si è esibita con When We Were Young di Adele. Nei due round successivi ha cantato le due canzoni originali per l'Eurovision, Wildfire e Perfect Life. Avanzata al quarto round, il televoto ha stabilito che la canzone con cui avrebbe rappresentato la Germania all'Eurovision sarebbe stata Perfect Life. Essendo la Germania una Big Five, Levina è ammessa di diritto alla finale del 13 maggio nella quale si esibisce per ventunesima. La cantante di Bonn chiude l'esperienza con il penultimo posto in classifica, ottenendo solo 6 punti e avanti solo alla Spagna.

## Influenze musicali
Levina dichiara che il suo stile musicale è un insieme di influenze artistiche che provengo da Anastacia, Avril Lavigne, Amy Winehouse ed Ella Fitzgerald.

## Discografia

### Album in studio
- 2017 –  Unexpected

### EP
- 2015 – Bedroom Records
- 2017 – Perfect Life

### Singoli
- 2016 – Divided
- 2017 – Perfect Life
- 2017 – Stop Right There
- 2020 – Lows